# Valentina (quadrinhos)
Valentina é uma série em quadrinhos italiana criada por Guido Crepax.

## Personagem
Valentina Rosselli é uma fotojornalista milanesa. Foi inspirada na atriz do cinema mudo Louise Brooks. Sua primeira aparição nos quadrinhos, foi como coadjuvante, na história de super-heróis intitulada "Neutron", publicada na revista italiana "Linus".
Nasceu em 25 de Dezembro de 1942, em Milão, e é a única personagem dos quadrinhos à envelhecer durante as histórias. Tem 1 metro e 72 centímetros de altura e tem olhos azuis, como foi revelado em um dos álbuns.
Com o passar do tempo, as histórias de Valentina abandonaram os temas relacionados à ficção científica e adotaram uma complexa mistura de alucinações e sonhos eróticos. As tiras trabalham com bissexualidade, êxtase auto-erótico, e sadomasoquismo.
Valentina deixa o mundo dos quadrinhos em 1995 com a graphic novel Al Diavolo Valentina, com 53 anos de idade.

## No Brasil
As histórias da personagem foram publicadas no Brasil pelas editoras L&PM e Conrad Editora.

## Outras mídias
Em 1973, Valentina foi interpretada por Isabelle De Funès no filme "Baba Yaga - A Bruxa Maldita". Em 1989 a personagem foi interpretada por Demetra Hampton, na série para a televisão italiana Valentina.
Em 2012 a personagem serviu de inspiração para o ensaio fotográfico de capa da edição de Março da revista Playboy no Brasil.